# Abdellah Azmani
Pour les articles homonymes, voir Azmani.
Abdellah Azmani, né en 1947 à Agadir, est un homme politique marocain et décédé le 16 juillet 2025 à Casablanca. Il a été secrétaire général de l'Union marocaine pour la démocratie (UMD) de juillet 2006 à mai 2012. Mort le 16 juillet 2025. 

## Biographie
Abdellah Azmani est titulaire d'une licence en économie politique. Il commence sa carrière en 1964 au sein du ministère des Finances. En 1968, il entame une carrière professionnelle dans le secteur privé.
Le 22 avril 1987, lors du remaniement ministériel du gouvernement Lamrani IV/Laraki, il est nommé ministre de l'Industrie et du Commerce en remplacement de Tahar Masmoudi.
Lors des législatives de 1993, il est élu député à la chambre basse marocaine sous les couleurs de l'Union constitutionnelle.
En janvier 1995, il est nommé ministre des Affaires culturelles dans le gouvernement Filali II, en août 1997, Aziza Bennani lui succède au poste dans le gouvernement Filali III.
En 2000, il est nommé ambassadeur du Maroc aux Émirats arabes unis.
En juillet 2006, après un différend avec les dirigeants de l'Union constitutionnelle, il annonce la création de son propre parti politique, baptisé l'Union marocaine pour la démocratie.